# لیمینکا
لیمینْکا (به فنلاندی: Liminka) یک منطقهٔ مسکونی در فنلاند است که در اوستروبوتنیای شمالی واقع شده‌است.

## خواهرخوانده
شهر دهستان نو خواهرخواندهٔ لیمینکا هست.